# Article 4 de la Convention européenne des droits de l'homme
L'article 4 de la Convention européenne des droits de l'homme interdit aux États de pratiquer l'esclavage et le travail forcé.
Cet article a été complété par une Convention spécifique : la Convention du Conseil de l'Europe sur la lutte contre la traite des êtres humains.

## Disposition
« 1. Nul ne peut être tenu en esclavage ni en servitude.

2. Nul ne peut être astreint à accomplir un travail forcé ou obligatoire.

3. N'est pas considéré comme «travail forcé ou obligatoire» au sens du présent article:
a) tout travail requis normalement d'une personne soumise à la détention dans les conditions prévues par l'article 5 de la présente Convention, ou durant sa mise en liberté conditionnelle;
b) tout service de caractère militaire ou, dans le cas d'objecteurs de conscience dans les pays où l'objection de conscience est reconnue comme légitime, à un autre service à la place du service militaire obligatoire;
c) tout service requis dans le cas de crises ou de calamités qui menacent la vie ou le bien-être de la communauté;
d) tout travail ou service formant partie des obligations civiques normales. »

— Article 4 - Interdiction de l'esclavage et du travail forcé